# Asoci III el Cec
Asoci Bagratuní III el Cec (en armeni Աշոտ Գ Բագրատունի) o simplement Asoci el Cec (Աշոտ Կուրացյալ ; mort l'any 761, a vegades apareix com a Asoci II i a vegades com Asoci III) fou un príncep armeni de la família dels Bagràtides que fou príncep d'Armènia de 732 a 748.

## Biografia
Fill d'un bagràtida de nom Vasaces Bagratuní, possible germà de Simbaci Bagratuní VI, va succeir al seu presumpte oncle Simbaci Bagratuní VI o Simbaci (III) Bagratuní, probablement el germà gran del seu pare. Simbaci va deixar fill però eren probablement massa joves per assegurar comandaments en aquest període on Armènia estava en mig de l'Imperi Romà d'Orient i l'islam. El 732, sota el califa Hixam ibn Abd al-Malik, el governador àrab Marwan ben Muhammad el va nomenar príncep d'Armènia, però va haver de fer front a les revoltes dels fills de Simbaci Bagratuní VI, que reivindicaven els béns del seu pare, i dels germans David i Gregori Mamiconi, que reivindicaven la preeminència a Armènia.
El governador Marwan va fer detenir a Gregori i David Mamiconi i els va enviar a Damasc d'on se'ls va enviar al Iemen. El 737 Asoci va prendre part a l'atac a Balandjar, capital dels khàzars.
El 744 el governador Marwan va sortir del país i els germans Gregori i David Mamiconi, que havien estat deportats al Iemen es van escapar i van tornar als seus dominis on es van revoltar contra Asoci II. El governador àrab Ishak ben Muslim va intentar posar fi a la lluita però no ho va aconseguir.
Aixhot va estar a punt de ser sorprès en una emboscada de la qual va escapar però va perdre els seus tresors. Asoci va deixar a la seva família a la fortalesa de Dariunq i es va traslladar a Damasc a demanar justícia al Califa Merwan o Marwan II. Al deixar el país Gregori II Mamiconi va obtenir d'Ishak el càrrec de patrici dels nakharark i comandant de l'exèrcit armeni.
Asoci fou ben rebut pel califa que va ordenar tallar les mans i peus i estrangular a un dels germans Mamiconis (David) ordre que fou executada ràpidament per Ishak. Asoci fou enviat a Armènia altre cop ple d'honors i regals i Gregori II Mamiconi va rebre l'ordre de reconèixer al seu rival i ser-li fidel. Vers el 750 els Bagratuní ja havien desposseït als Mamiconis als que van confiscar Beznunik (amb Khelat) i Taron (amb Muix i Bitlis)
El 750 els omeies foren enderrocats pels abbàssides. Asoci, que restava lleial, va intentar resistir. Els nakharark van formar una Santa Lliga i es van declarar en rebel·lió general. L'exèrcit insurgent es va traslladar a Taik prop de la frontera romana d'Orient, ja que esperaven ajuda de l'emperador Constantí V. Asoci, que volia sotmetre's als abbàssides, va haver de seguir la rebel·lió però la va abandonar aviat i va tornar al Bagrevand, però a la tornada va caure en una emboscada de Gregori II Mamiconi, que el va fer cegar (750). Després Gregori Mamiconi es va retirar a Teodosiòpolis (Erzurum) a la frontera romana d'Orient, on va morir poc després. La direcció de la rebel·lió va passar a sa germà Musel III Mamiconi. El califa abbàssida Abul Abbas va nomenar governador d'Armènia, Mossul i Azerbaijan al seu germà al-Mansur. Asoci a més de quedar cec, va caure en desgràcia de la nova autoritat abbàsida. El títol de « príncep d'Armènia » li fou retirat, i va quedar exposat a la gelosia de les altres cases feudals d'Armènia. Fou el seu cosí germà, Isaac III Bagratuní, fill del seu oncle Bagrat, qui va esdevenir nakharar i cap de la casa bagràtida després que Asoci fou cegat i mentre el fill d'aquest era massa jove. Isaac fou nomenat príncep d'Armènia de 755 a 761 i va morir aquest darrer any.
Asoci II va morir també a la mateixa època (se sap que encara era viu el 761). El va succeir com a cap de família el seu fill Simbaci III Bagratuní. Un altre fill, Vasaces Bagratuní, va rebre vers el 771 les possessions de Taron arrabassades als Mamiconis iniciant una branca separada.

## Posteritat
Asoci el Cec va deixar dos fils :
- Simbaci VII (Simbaci Bagratuní VII);
- Vasaces Bagratuní, pare d'un Adarnases, i probablement ancestre dels reis bagràtides d'Ibèria (Geòrgia).